# Rose Hall (Guyana)
Rose Hall ist mit etwa 3583 Einwohnern die kleinste Stadt Guyanas. Sie liegt in der Provinz East Berbice-Corentyne. Rose Hall wurde durch niederländische Siedler erbaut, später von Feldsklaven aufgekauft. 1908 erhielt sie den Status eines Dorfs, erst 1970 wurde sie eine Stadt. Die Stadt hat eine Fläche von 13 km². Es gibt drei Stadtteile: Middle Rose Hall, East Rose Hall und Williamsburg. 1913 gab es in Rose Hall Unruhen unter den Feldarbeitern.
Rose Hall wird in der Region Berbice vor allem als Marktplatz genutzt, um Rohmaterial für Kleidung und um Lebensmittel einzukaufen.
Es gibt zwei Banken und eine Reihe Geschäfte aus den oben genannten Bereichen. Rose Hall hat eine Cricket-Mannschaft, den Rose Hall Town Youth & Sports Club.

## Bekannte Einwohner
- Nezam Hafiz (1969–2001), guyanisch-amerikanischer Cricket-Spieler, der am 11. September 2001 bei den Anschlägen von New York getötet wurde.[5]